# Pumukli kalandjai
A Pumukli kalandjai (eredeti cím: Meister Eder und sein Pumuckl, szó szerint: Éder Mester és az ő Pumuklija) 1982-től 1989-ig vetített NSZK–osztrák–magyar televíziós filmsorozat, amelynek a rendezői Ulrich König és Imo Moszkowicz. A forgatókönyvet Ellis Kaut, Michael Hatry és Monika Bitt írta, a zenéjét Fritz Muschler szerezte. A főszerepben Gustl Bayrhammer látható.
A történet Pumukliról egy virgonc koboldról szól, aki egy kissé mogorva, de jólelkű idős asztalosmester szolgálatába szegődik. 
Három tévéfilmsorozat és három mozifilm valós térben, élőszereplőkkel, részben pedig rajzolt térben, rajzolt szereplőkkel készült. 
Pumukli rajzolt animációja a Pannónia Filmstúdióban készült,  Ternovszky Béla rendezte.
Műfaját tekintve fantasyfilm- és filmvígjáték-sorozat. A televíziós sorozat a Német Szövetségi Köztársaságban és Ausztriában 1982. szeptember 24. és 1989. április 1. között futott. Mindössze három tévésorozat készült. Az 1. sorozat 52 részes, amelynek címe: Pumukli kalandjai (szó szerint: Éder mester és az ő Pumuklija, eredeti cím: Meister Eder und sein Pumuckl). A 2. sorozat 13 részes, amelynek címe: Pumukli a tengeren. A 3. sorozat nem készült el magyarul. Az 1. sorozatot Magyarországon a TV-1, a TV-2, a Duna TV, az RTL Klub és a Minimax sugározta (ez utóbbi csak az 1. évadot adta). A 2. sorozatot szintén a Duna TV és az RTL vetítette. Készült három mozifilm is. A 2. film címe: Pumukli és a kék hajómanó. A 3. film címe: Pumukli – Kaland a cirkuszban (egyéb cím: Pumukli a cirkuszi porondon). Az 1. film nem készült el magyarul.

## Cselekmény
Pumukli, a kis kobold rejtőzködik egy asztalosműhelyben, majd ott hozzáragad egy enyvesdobozhoz, így lesz az ott dolgozó Éder Mester számára látható. A műhely tulajdonosa az asztalosmester, hivatalos nevén Franz Eder. Pumuklinak sok a csínytevése, de az öreg asztalos örömmel fogadja a kis koboldot a háznál, és örömmel látja csínytevéseit. Éder Mester nagyon megszereti Pumuklit.
Egyszer egy napon egy gonosz kék hajómanó csábítja el Pumuklit a tengerre. Azt hazudja neki, hogy megtanítja majd varázsolni, ha beleugrik a vízbe, miközben azt akarta, hogy megfulladjon. A hajón megismerkedik egy hajószakáccsal is, akit Odesszinek hívnak. Egy hűtőszekrénybe zárva lett számára látható. Pumukli később hazamegy Éder Mesterhez.
Egyszer egy alkalommal ismét elmegy Odesszihez nyaralni. Hajóutazásokra mennek közösen. Eljutnak Velencébe is. Hajózások során sok élményes utat tesznek meg együtt.
Egyszer egy napon mikor ismét hazatér addigra már Éder Mester elhunyt. A műhelyét utódja, Ferdinánd Éder örökölte meg. Pumukli ekkor szándékosan ragad hozzá újra egy enyves dobozhoz, hogy Ferdinánd Éder számára is látható legyen. Ferdinánd Éder eleinte nem sok örömmel látja Pumuklit a háznál, de végül megszereti a kis koboldot.

## Magyar rajzolói stáb
- Ács Karola – gyártásvezető (52 rész, 1982–1989)
- Bajsz Melinda – kifestő (52 rész, 1982–1989)
- Balázs István – rajzoló (52 rész, 1982–1989)
- Bánfalvi Katalin – kifestő (52 rész, 1982–1989)
- Czigány Enikő – rajzoló (52 rész, 1982–1989)
- Dikász Éva – kifestő (52 rész, 1982–1989)
- Dörnyei Péter – rajzoló (52 rész, 1982–1989)
- Eszes Hajnal – animátor (52 rész, 1982–1989)
- Faragó Éva – rajzoló (52 rész, 1982–1989)
- Foky Emmi – animátor (52 rész, 1982–1989)
- Gullay Edit – rajzoló (52 rész, 1982–1989)
- Hangya János – animátor (52 rész, 1982–1989)
- Horváth Ágnes – rajzoló (52 rész, 1982–1989)
- Imre Mária – kifestő (52 rész, 1982–1989)
- Javorniczky Nóra – animátor (52 rész, 1982–1989)
- Jesse Sandor – rajzoló (26 rész, 1982–1983)
- Kanics Gabriella – animátor (52 rész, 1982–1989)
- Kis-Kéry Csilla – rajzoló (52 rész, 1982–1989)
- Kiss Ilona – animátor (52 rész, 1982–1989)
- Körmöci Gabriella – kifestő (52 rész, 1982–1989)
- Losonci Ági – rajzoló (52 rész, 1982–1989)
- Majoros István – animátor (26 rész, 1982–1983)
- Ifj. Mórász Attila – rajzoló (26 rész, 1982–1983) rajzoló és rendezőasszisztens (1983-)
- Morvay Gábor – gyártásvezető (52 rész, 1982–1989)
- Nyírő Erzsébet – rajzoló (52 rész, 1982–1989)
- Olajos Beáta – animátor (52 rész, 1982–1989)
- Pabló J. Guerrero – rajzoló (52 rész, 1982–1989)
- Paulovics András – animátor (52 rész, 1982–1989)
- Pintér Zsolt – rajzoló (52 rész, 1982–1989)
- Polecsák Klára – rendezőasszisztens (26 rész, 1982–1983)
- Reisinger Andrea – rajzoló (52 rész, 1982–1989)
- Schibik József – animátor (52 rész, 1982–1989)
- Simon Mária – kifestő (52 rész, 1982–1989)
- Szabados Mária – rajzoló (52 rész, 1982–1989)
- Szabó Árpád – animátor (52 rész, 1982–1989)
- Szórády Csaba – animátor (52 rész, 1982–1989)
- Szücs Györgyné – kifestő (52 rész, 1982–1989)
- Ternovszky Béla – animációs rendező (52 rész, 1982–1989)
- Tóth Bernadett – rajzoló (52 rész, 1982–1989)
- Tóth Zsuzsa – animátor (52 rész, 1982–1989)
- Tóth Zsuzsanna – rajzoló (52 rész, 1982–1989)
- Varga Erika – rajzoló (52 rész, 1982–1989)
- Vass Mihály – rajzoló (52 rész, 1982–1989)
- Velich Istvánné – rajzoló (52 rész, 1982–1989)
- Wágner Antalné – kifestő (52 rész, 1982–1989)
- Wieser Zsuzsa – rajzoló (1 rész, 1982)

## Szereplők

### Főszereplők
- Éder Mester / Éder úr / Franz Éder (Meister Eder / Herr Eder / Franz Eder) – Pumukli háziura, a kezdeti megdöbbenésen, és kellemetlenségeken túltéve magát, örömmel látja a kis koboldját a házban. Mindig gondját viseli, ha valami baj éri. Nagyon ügyes asztalosmester, sok mindenhez ért.

A szerepében: Gustl Bayrhammer
Magyar hangja: Szabó Gyula
- Pumukli (Pumuckl) – Éder mester csintalan házi koboldja, egyszer hozzáragadt a műhelyében egy enyves dobozhoz, így lett Éder mester számára látható, nagyon kíváncsi, és sok csínyt követ el.

A szerepében: egy rajzfigura
Német hangja: Hans Clarin
Magyar hangja: Pusztaszeri Kornél
- Kék hajómanó – Gonosz manó, aki egy hajón él, egyszer Pumuklit elcsábítja a hajóra, hogy megtanítsa varázsolni, közben azt akarja, hogy ugorjon a vízbe és megfulladjon.

A szerepében: egy rajzfigura
Német hangja: Wolfgang Völz
Magyar hangja: Sinkovits Imre és Harsányi Gábor
- Odessi kapitány – Hajószakács, akinek a hajójára kerül Pumukli, a kék hajómanó hívta meg, Pumukli egy hűtőszekrénybe zárva lett számára látható, egyszer nyaralni is elment hozzá.

A szerepében: Towje Kleiner
Magyar hangja: Mikó István és Szacsvay László
- Ferdinánd Éder (Ferdinand Eder) – Éder Mester rokona, amikor Éder Mester elhunyt megörökölte tőle az asztalos műhelyét, és amikor Pumukli hazaért Odessi hajójáról, ismét hozzáragadt egy enyves dobozhoz, hogy újra látható legyen, Ferdinád Éder eleinte nehezen viselte el Pumuklit a házban, de nagy nehezen mégis megkedvelte.

A szerepében: Hans Clarin
Magyar hangja: Gruber Hugó

### Mellékszereplők
- Eichingerné (Frau Eichinger) – A takarítónő, Éder Mester házában is takarít, nagyon babonás.

A szerepében: Erni Singerl
Magyar hangja: Kassai Ilona
- Bernbacher úr (Herr Bernbacher) – A lakatos, Éder Mester barátja, Időnként elhiszi Pumukli létezését is.

A szerepében: Willy Harlander
Magyar hangja: Kránitz Lajos
- Bernbacherné (Frau Bernbacher) – Bernbacher Úr felesége, gyakran szokott vitatkozni férjével, parókát visel, bizonyos dolgokban szereti az önállóságot.

A szerepében: Carlamaria Heim
Magyar hangja: Pásztor Erzsi
- Schmitt úr (Herr Schmitt) – Éder Mester barátja, van egy kis garázsa is a házában.

A szerepében: Toni Berger
Magyar hangja: Benkóczy Zoltán (1. évadban) és Elekes Pál (2. évadban)
- Wimmer úr (Herr Wimmer) – Éder Mester telefonos barátja, üzletben dolgozik, Éder Mesternek segít javításban, és helyreállításban.

A szerepében: ?
- Schwertfeger úr (Herr Schwertfeger) – Éder Mester egyik öregebb barátja, gyakran viszi sétálni a kutyáját, van kertje is.

A szerepében: Hans Stadtmüller
Magyar hangja: Kenderesi Tibor
- Stürzlinger úr (Herr Stürzlinger) – A házmester, Éder Mester szomszédja.

A szerepében: Werner Zeussel
Magyar hangja: Hankó Attila
- Stürzlingerné (Frau Stürzlinger) – A házmesterné, Stürzlinger úr felesége, szokott tanácsokat kérni Éder Mestertől, bizonyos esetekben segít Éder Mesternek.

A szerepében: Ilse Neubauer
magyar hangja: Szerencsi Éva
- Hartlné (Frau Hartl) – Éder Mester szomszédja, néha rosszkedvű, és kíváncsiskodó.

A szerepében: Ingeborg Sassen-Haase
Magyar hangja: Vajay Erzsi
- Schröderbachné (Frau Schröderbach) – Éder Mester egyik lakótársa, segít Éder Mesternek, egyszer Pumuklinak is kötött egy gyapjú pulóvert télire.

A szerepében: Marianne Brandt
Magyar hangja: Várnagy Katalin
- Nipper úr (Herr Nipper) – A gázos, Éder Mester gázóráját is leolvassa.

A szerepében: Rolf Zacher
Magyar hangja: Koroknay Géza
- Vilar úr (Herr Vilar) – A kocsiszerviz tulajdonosa, egyszer egy alkalommal Éder Mesternél is jár.

A szerepében: Fritz Pauli
Magyar hangja: Kenderesi Tibor
- Risselmeyerné (Frau Risselmeyer) – Egyszer Éder Mesterhez megrendelést hoz, amíg Éder Mester fent pihen, addig elviszi a zsebóráját, de Pumukli segítségével visszaadja.

A szerepében: Barbara Valentin
Magyar hangja: Földessy Margit
- Az öregember a gazdaságban (Der alte Mann in der Wirtschaft) – Öregember, aki mezőgazdaságban dolgozik.

A szerepében: Fritz Strassner
Magyar hangja: Kun Vilmos
- Eszter – Éder Mester nővére, nagyon jól főz, egyszer Éder Mester meglátogatja, és a családját húsvétkor.

A szerepében: Elisabeth Karg
Magyar hangja: Czigány Judit
- Lotár (Lothar) – Környékbeli fiú, egyszer tévedésből ártatlanul akarták vádolni a lakótársak hódobálás miatt, de Pumukli csellel megvédte.

A szerepében: Christian März
Magyar hangja: Németh Kristóf
- Anna – Környékbeli lány, játszik az udvaron a gyerekekkel, egyszer ő is és anyukája is kötött Pumuklinak egy gyapjú pulóvert télire.

A szerepében: Janine Ammann
Magyar hangja: Zákányi Tímea
- Erika – Környékbeli lány, van egy szép karperece, amit Pumukli elvesz tőle, és Éder Mester vissza adja neki, emiatt Éder Mester és Pumukli összevesznek, majd szakítanak, de aztán kibékülnek.

A szerepében: Helga Flaischhacker
Magyar hangja: 
- Barbi – Éder Mester unokahúga, egyszer látogatóba érkezik az asztaloshoz, mesél neki Pumukliról, akit el is hisz neki, és Pumukli megkedveli.

A szerepében: Monika Petrillo
Magyar hangja: Somlai Edina
A szinkron a Magyar Televízió megbízásából a Magyar Szinkron- és Videóvállalat műtermeiben készült.

## Epizódok
| #            | #   | Eredeti cím                      | Magyar cím                  | Eredeti bemutató     | Magyar bemutató      |
| ------------ | --- | -------------------------------- | --------------------------- | -------------------- | -------------------- |
|              |     |                                  |                             |                      |                      |
| ELSŐ ÉVAD    |     |                                  |                             |                      |                      |
|              |     |                                  |                             |                      |                      |
| 1.           | 1.  | Spuk in der Werkstatt            | Kísértet a műhelyben        | 1982. szeptember 24. | 1988. május 17.      |
|              |     |                                  |                             |                      |                      |
| 2.           | 2.  | Das verkaufte Bett               | Az eladott ágy              | 1982. október 1.     | 1988. május 18.      |
|              |     |                                  |                             |                      |                      |
| 3.           | 3.  | Das neue Badezimmer              | Az új fürdőszoba            | 1982. október 8.     | 1988. május 19.      |
|              |     |                                  |                             |                      |                      |
| 4.           | 4.  | Das Schlossgespenst              | Kísértet a kastélyban       | 1982. október 15.    | 1988. május 20.      |
|              |     |                                  |                             |                      |                      |
| 5.           | 5.  | Die abergläubische Putzfrau      | A babonás takarítónő        | 1982. október 22.    | 1988. május 21.      |
|              |     |                                  |                             |                      |                      |
| 6.           | 6.  | Pumuckl macht Ferien             | Pumukli nyaral              | 1982. október 29.    | 1988. május 22.      |
|              |     |                                  |                             |                      |                      |
| 7.           | 7.  | Der Geist des Wassers            | A vízimanó                  | 1982. november 5.    | 1988. május 23.      |
|              |     |                                  |                             |                      |                      |
| 8.           | 8.  | Pumuckl und die Schule           | Pumukli az iskolában        | 1982. november 12.   | 1989. február 7.     |
|              |     |                                  |                             |                      |                      |
| 9.           | 9.  | Pumuckl und der Pudding          | Pumukli és a puding         | 1982. november 19.   | 1989. február 14.    |
|              |     |                                  |                             |                      |                      |
| 10.          | 10. | Der rätselhafte Hund             | A rejtélyes kutya           | 1982. november 26.   | 1989. február 21.    |
|              |     |                                  |                             |                      |                      |
| 11.          | 11. | Pumuckl und der Nikolaus         | Pumukli és a Mikulás        | 1982. december 3.    | 1988. december 24.   |
|              |     |                                  |                             |                      |                      |
| 12.          | 12. | Pumuckl auf heißer Spur          | Pumukli forró nyomon        | 1982. december 10.   | 1989. február 28.    |
|              |     |                                  |                             |                      |                      |
| 13.          | 13. | Das Weihnachtsgeschenk           | A karácsonyi ajándék        | 1982. december 17.   | 1988. december 27.   |
|              |     |                                  |                             |                      |                      |
| 14.          | 14. | Der erste Schnee                 | Az első hó                  | 1982. december 31.   | 1988. december 25.   |
|              |     |                                  |                             |                      |                      |
| 15.          | 15. | Der Wollpullover                 | A gyapjú pulóver            | 1983. január 7.      | 1988. december 26.   |
|              |     |                                  |                             |                      |                      |
| 16.          | 16. | Der große Krach                  | A szakítás                  | 1983. január 14.     | 1989. március 7.     |
|              |     |                                  |                             |                      |                      |
| 17.          | 17. | Der große Krach und seine Folgen | A szakítás után…            | 1983. január 21.     | 1989. március 14.    |
|              |     |                                  |                             |                      |                      |
| 18.          | 18. | Eder bekommt Besuch              | Éder úr látogatója          | 1983. január 28.     | 1989. április 4.     |
|              |     |                                  |                             |                      |                      |
| 19.          | 19. | Das Spanferkelessen              | Malaclakoma                 | 1983. február 4.     | 1989. április 11.    |
|              |     |                                  |                             |                      |                      |
| 20.          | 20. | Pumuckl und Puwackl              | Pumukli és Puvakli          | 1983. február 11.    | 1989. április 18.    |
|              |     |                                  |                             |                      |                      |
| 21.          | 21. | Pumuckl und die Angst            | Pumukli fél                 | 1983. február 18.    | 1989. április 25.    |
|              |     |                                  |                             |                      |                      |
| 22.          | 22. | Der verhängnisvolle Schlagrahm   | A végzetes tejszínhab       | 1983. február 25.    | 1989. május 2.       |
|              |     |                                  |                             |                      |                      |
| 23.          | 23. | Pumuckl im Zoo                   | Pumukli az állatkertben     | 1983. március 4.     | 1989. május 30.      |
|              |     |                                  |                             |                      |                      |
| 24.          | 24. | Die geheimnisvollen Briefe       | A titokzatos levelek        | 1983. március 11.    | 1989. május 9.       |
|              |     |                                  |                             |                      |                      |
| 25.          | 25. | Pumuckl und die Ostereier        | Pumukli és a húsvét         | 1983. március 18.    | 1989. március 21.    |
|              |     |                                  |                             |                      |                      |
| 26.          | 26. | Der erste April                  | Április elseje              | 1983. március 25.    | 1989. március 28.    |
|              |     |                                  |                             |                      |                      |
| MÁSODIK ÉVAD |     |                                  |                             |                      |                      |
|              |     |                                  |                             |                      |                      |
| 27.          | 1.  | Das Spielzeugauto                | A játékautó                 | 1988. október 1.     | 1991. augusztus 31.  |
|              |     |                                  |                             |                      |                      |
| 28.          | 2.  | Pumuckl und die Obstbäume        | Pumukli és a gyümölcsfák    | 1988. október 8.     | 1991. szeptember 7.  |
|              |     |                                  |                             |                      |                      |
| 29.          | 3.  | Pumuckl und die Maus             | Pumukli és az egér          | 1988. október 15.    | 1991. szeptember 14. |
|              |     |                                  |                             |                      |                      |
| 30.          | 4.  | Das Segelboot                    | A vitorláshajó              | 1988. október 22.    | 1991. december 14.   |
|              |     |                                  |                             |                      |                      |
| 31.          | 5.  | Die Bergtour                     | A kirándulás                | 1988. október 29.    | 1991. október 12.    |
|              |     |                                  |                             |                      |                      |
| 32.          | 6.  | Die Blechbüchsen                 | Pumukli és a dob-dobok      | 1988. november 5.    | 1991. szeptember 28. |
|              |     |                                  |                             |                      |                      |
| 33.          | 7.  | Die Schatzsucher                 | Pumukli és a kincskeresők   | 1988. november 12.   | 1992. január 11.     |
|              |     |                                  |                             |                      |                      |
| 34.          | 8.  | Das Gespenst im Gartenhäuschen   | Kísértet a víkendházban     | 1988. november 19.   | 1991. november 2.    |
|              |     |                                  |                             |                      |                      |
| 35.          | 9.  | Die geheimnisvolle Schaukel      | A titokzatos hinta          | 1988. november 26.   | 1991. november 16.   |
|              |     |                                  |                             |                      |                      |
| 36.          | 10. | Pumuckl und die Katze            | Pumukli és a macska         | 1988. december 3.    | 1992. január 18.     |
|              |     |                                  |                             |                      |                      |
| 37.          | 11. | Pumuckl und der Schnupfen        | Pumukli náthás              | 1988. december 10.   | 1991. december 7.    |
|              |     |                                  |                             |                      |                      |
| 38.          | 12. | Eders Weihnachtsgeschenk         | Éder karácsonyi ajándéka    | 1988. december 17.   | 1991. december 28.   |
|              |     |                                  |                             |                      |                      |
| 39.          | 13. | Pumuckl ist an gar nichts schuld | Pumukli, az ártatlan bárány | 1988. december 31.   | 1991. november 30.   |
|              |     |                                  |                             |                      |                      |
| 40.          | 14. | Ein schwieriger Kunde            | A rigolyás vevő             | 1989. január 7.      | 1991. december 21.   |
|              |     |                                  |                             |                      |                      |
| 41.          | 15. | Der blutige Daumen               | A felhasadt hüvelykujj      | 1989. január 14.     | 1991. szeptember 21. |
|              |     |                                  |                             |                      |                      |
| 42.          | 16. | Pumuckl und die Kopfwehtabletten | Tabletta fejfájás ellen     | 1989. január 21.     | 1992. február 1.     |
|              |     |                                  |                             |                      |                      |
| 43.          | 17. | Ein Knüller für die Zeitung      | Bombahír az újságban        | 1989. január 28.     | 1992. augusztus 10.  |
|              |     |                                  |                             |                      |                      |
| 44.          | 18. | Pumuckl geht ans Telefon         | Pumukli telefonál           | 1989. február 4.     | 1991. október 19.    |
|              |     |                                  |                             |                      |                      |
| 45.          | 19. | Pumuckl will Schreiner werden    | Pumukli asztalos akar lenni | 1989. február 11.    | 1992. február 8.     |
|              |     |                                  |                             |                      |                      |
| 46.          | 20. | Der silberne Kegel               | Az ezüst kuglibábu          | 1989. február 18.    | 1991. augusztus 19.  |
|              |     |                                  |                             |                      |                      |
| 47.          | 21. | Das Spiel mit dem Feuer          | Pumukli és a tűz            | 1989. február 25.    | 1991. október 26.    |
|              |     |                                  |                             |                      |                      |
| 48.          | 22. | Pumuckl will eine Uhr haben      | Pumukli az órásboltban      | 1989. március 4.     | 1991. augusztus 24.  |
|              |     |                                  |                             |                      |                      |
| 49.          | 23. | Die Plastikente                  | A gumikacsa                 | 1989. március 11.    | 1991. november 23.   |
|              |     |                                  |                             |                      |                      |
| 50.          | 24. | Pumuckl auf Hexenjagd            | Pumukli, a boszorkányvadász | 1989. március 18.    | 1991. október 5.     |
|              |     |                                  |                             |                      |                      |
| 51.          | 25. | Hilfe, eine Aushilfe!            | Segítség, baj van!          | 1989. március 25.    | 1992. január 25.     |
|              |     |                                  |                             |                      |                      |
| 52.          | 26. | Pumuckl und die Musik            | Pumukli és a muzsika        | 1989. április 1.     | 1992. január 4.      |

## Érdekességek
- Miután Gustl Bayrhammer 1993-ban meghalt, az általa alakított Eder mester helyét egy új szereplővel pótolták a készítők. Ferdinand Eder, az elhunyt asztalos rokona megörököli a műhelyt, és később ő lesz Pumukli új barátja is. Ferdinandot az a Hans Clarin játssza, aki Pumukli hangját is adja a filmekben.
- Hans Clarin, aki évekig adta Pumukli hangját, élete vége felé súlyos hangszálbetegséget kapott, emiatt már másik színész végezte a hangalámondást Pumukli figurájánál. Az új hang Kai Taschner lett, azonban 2005-ben Hans Clarin is meghalt, ezzel a Pumukli sorozatnak is vége szakadt. A figura megalkotója, Ellis Kaut mintegy tíz évvel élte őt túl.